# W starym dworku, czyli niepodległość trójkątów
W starym dworku, czyli niepodległość trójkątów – polski film psychologiczny z 1984 r. w reżyserii Andrzeja Kotkowskiego na podstawie dramatu Witkacego.

## Główne role
- Beata Tyszkiewicz – Anastazja Nibkowa, żona Dyapanazego
- Grażyna Szapołowska – Aneta Wasiewicz-Nevermore
- Gustaw Holoubek – Dyapanazy Nibek
- Jerzy Bończak – Jęzory, syn Dyapanazego
- Tadeusz Chudecki – Tadzio
- Agnieszka Józefowska – Marysia, córka Anastazji i Dyapanazego
- Feliks Szajnert – gajowy Maszejko
- Jan Englert – Ryszard Korbowski
- Magdalena Scholl – Zosia, córka Anastazji i Dyapanazego
- Zdzisław Wardejn – Ignacy Kozdroń